# Beč
Beč je naselje v Občini Cerknica.